# アリゾナの魔法
『アリゾナの魔法』（アリゾナのまほう）は、2004年4月9日から2005年3月25日まで日本テレビ系列局で毎週金曜23:00 - 23:30 （日本標準時）に放送されていた日本テレビ製作のバラエティ番組である。トヨタ自動車の一社提供。

## 概要
「ホテル マジック・イン・アリゾナ」という架空のホテルを舞台にした番組で、同ホテルのオーナーや従業員に扮した出演者たちが毎回客として訪れるゲストの今やってみたい事を紹介し、それらを実際に体験してもらうという内容で放送。スタジオトークあり屋外ロケありのバラエティ番組だったが、ゲストは歌手やミュージシャンが殆どのため、音楽番組扱いになっていた。前述の通りトヨタの一社提供である為、提供クレジットは車のナンバーにつけられているDrive Your Dreams.「Tマーク+TOYOTA」を画面に表示し、 素敵な夢を叶える魔法のオアシスまで、トヨタ自動車がご案内します（しました）。と読みあげる。

## 出演者

### レギュラー出演者
- 飯島直子 - ホテルのオーナー役で出演。
- 山口智充（DonDokoDon） - チーフマネージャー役で出演。
- 成宮寛貴 - コンシェルジュ役で出演。
- 虻川美穂子（北陽） - コンシェルジュ役で出演。
- 伊藤さおり（北陽） - コンシェルジュ役で出演。

## スタッフ
- 構成：飯田茉千子、福田雄一、アサダアツシ、AKO/舘川範雄
- TM：坂東秀明
- TD・SW：江村多加司
- CAM：蔦佳樹
- VE：佐藤満
- VTR：三崎美貴
- 音声：村上正
- 照明：谷田部恵美、真壁弘
- 美術デザイン：中村桂子、栗原純二
- 大道具：小出幸男
- 電飾：西本敬
- 装飾：吉田浩
- サウンドディレクション：森山顕仁
- 音効：岡崎宏
- 編集・MA：よしだ裕二 麻布プラザ、ザ・チューブ
- CG：守屋健太郎、寄藤文平、HalloweenJack
- 広報：西端薫
- 技術協力：池田屋、コスモ・スペース
- 企画協力：JVC Entertainment Networks
- AP：森田真由美、影山幸子
- TK：池田佳寿子
- デスク：津下佳子
- ディレクター：江成真二、久保田克重、氣賀澤宏隆、吉田一浩、前田直敬、藤本ひろし、平野進、田上晃一
- 演出：川邊昭宏、高谷和男
- 制作協力：モスキート、えむ・ふぁ〜む
- プロデューサー：寺内壮、松本浩明、長谷川賢一、黒岩敏一
- 演出・プロデューサー：藤井淳
- チーフプロデューサー：土屋泰則（2004年6月11日 - 最終回）
- 製作著作：日テレ

### 過去のスタッフ
- AP：花蔭篤（第1回 - 2004年5月）
- チーフプロデューサー：吉田真（第1回 - 2004年6月4日）